# Gong Seung-yeon
Gong Seung-yeon (* 27. Februar 1993 in Seoul) ist eine südkoreanische Schauspielerin.

## Leben und Karriere
Gong Seung-yeon wurde 1993 als Yoo Seung-yeon (유승연) geboren und hat zwei Schwestern, darunter die Sängerin Jeongyeon der Girlgroup Twice. Ihr Vater arbeitete als Koch unter anderem für den ehemaligen Präsidenten Südkoreas Kim Dae-jung.
Ab 2005 war sie bei SM Entertainment Trainee der Agentur, verlor jedoch nach sieben Jahren Training das Interesse am Singen und wandte sich der Schauspielerei zu. Ihren Durchbruch schaffte sie 2015 mit ihrer Darstellung der Königin Wongyeong in dem historischen K-Drama Six Flying Dragons.

## Filmografie

### Filme
- 2018: My Dream Class (별리섬 Byeolliseom, Kurzfilm)
- 2021: Aloners (혼자 사는 사람들 Honja Saneun Saramdeul)

### Fernsehserien
- 2012: Terms of Endearment (아이러브 이태리, TVN)
- 2014: My Lovely Girl (내겐 너무 사랑스러운 그녀, SBS)
- 2015: Heard It Through the Grapevine (풍문으로 들었소, SBS)
- 2015: Six Flying Dragons (육룡이 나르샤, SBS)
- 2016: The Master of Revenge (마스터 - 국수의 신, KBS2)
- 2016: The Sound of Your Heart (마음의 소리, KBS2)
- 2017: My Shy Boss (내성적인 보스, TVN)
- 2017: Circle (써클: 이어진 두 세계, TVN)
- 2017: My Only Love Song (마이 온리 러브송, Netflix)
- 2018: Are You Human? (너도 인간이니?, KBS2)
- 2019: Flower Crew: Joseon Marriage Agency (꽃파당: 조선혼담공작소, JTBC)
- 2022–2023: The First Responders (소방서 옆 경찰서, SBS)
- 2025: Karma (악연, Netflix)